# Ферма (конструкция)
Вижте пояснителната страница за други значения на Ферма.
В строителството ферма (на френски: ferme, от латински: firmus — здрав, издръжлив, устойчив) се нарича конструкция, състояща се от прави стройни елементи, свързани ставно във възлите.
Теоретично елементите на фермови конструкции, натоварени само във възлите, работят само на осов натиск или опън. В реалните конструкции по ред причини (невъзможност за реализиране на идеални стави, ексцентрицитети в съединенията, извънвъзлово натоварване) обикновено възникват също огъващи моменти и срязващи сили. В миналото те често са пренебрегвани, поради незначителния си ефект в повечето практически ситуации. При компютърен анализ обикновено се отчитат и тези допълнителни усилия.
Дунав мост е фермов мост. 
- Дунав мост
- Метален мост
- Дървен мост
- Бетонен мост
- Пространствена ферма – напр. като носеща конструкция на покрив
- Фермено скеле на автомобил